# Зыбин, Ипполит Сергеевич (1891—1942)
Ипполит Сергеевич Зыбин (1891—1942) — офицер Лейб-гвардии Преображенского полка, в 1917 году — выборный командир полка. Участник Белого движения на Юге России.

## Биография
Из потомственных дворян Зыбиных, Тульской губернии. Православного вероисповедания. Уроженец Нижегородской губернии.
По окончании Пажеского корпуса в августе 1911 года выпущен был подпоручиком в Лейб-гвардии Преображенский полк (на военной службе нижним чином — с 1 сентября 1909 года).

Участник  Первой мировой войны, — в войну вступил 20 августа 1914 года младшим офицером 10-й роты Лейб-гвардии Преображенского полка. Затем был командиром 2-й роты полка. В боях был дважды ранен и контужен. Пожалован, среди прочих наград, Георгиевским оружием
…за то, что 27 июля 1915 года у дер. Петрилов, когда противник, разрушив огнём окопы соседней роты, прорвался в тыл нашей позиции, он, командуя ротою, под сильнейшим огнем, бросился во главе её на прорвавшиеся части противника и, штыковым ударом опрокинув их, дал возможность подойти резервам и восстановить первоначальное положение.
Произведен, «за выслугу лет», 30 июля 1915 года в поручики, 28 сентября 1916 года — в штабс-капитаны, 19 апреля 1917 года — в капитаны.

В 1917 году был награждён Георгиевским крестом 4-й степени с лавровой веткой 
…за то, что в бою 7 июля 1917 года у д. Мшаны, ведя арьергардный бой с превосходящими силами противника, находился всё время в передовых цепях под сильным огнем неприятеля, личным примером подбадривал и воодушевлял своих подчиненных.
В декабре 1917 года был избран командиром гвардейского Преображенского полка.
В Гражданскую войну участвовал в Белом движении на Юге России. В Добровольческой армии — в 4-м батальоне 1-го Офицерского (Марковского) полка, с 28 сентября 1918 года — в Сводно-гвардейском полку. С 29 сентября 1918 года назначен командиром 1-й роты, а с 16 августа 1919 года — командиром 1-го батальона Сводно-гвардейского полка. Во ВСЮР и Русской армии — в Ялтинской комендантской команде до эвакуации Крыма, полковник. Эвакуирован из Ялты на корабле «Корвин».
В эмиграции — во Франции. Умер в 1942 году в Париже. Похоронен на кладбище Сент-Женевьев-де-Буа.

## Награды
- Медаль «В память 100-летия Отечественной войны 1812» (1912)
- Медаль «В память 300-летия царствования дома Романовых» (1913)
- Медаль «В память 200-летия морского сражения при Гангуте» (1914)
- Орден Святой Анны 4-й ст. с надписью «За храбрость» (ВП 28.10.1914)
- Орден Святой Анны 3-й ст. с мечами и бантом (ВП 26.01.1915)
- Орден Святого Станислава 3-й ст. с мечами и бантом (ВП 09.02.1915)
- Орден Святого Станислава 2-й ст. с мечами (ВП 09.04.1915)
- Орден Святой Анны 2-й ст. с мечами (ВП 13.05.1915)
- Британский Военный крест (31.12.1915)
- Георгиевское оружие (1915; ВП 18.07.1916)
- Георгиевский крест 4-й степени с лавровой веткой № 1216562 (1917)
- Даровано старшинство в чине поручика — с 19 июля 1915 года (ВП 07.07.1916)